# 布里克西 (密蘇里州)
布里克西（英語：Brixey）是位於美國密蘇里州歐扎克縣的非建制地區。

## 歷史
布里克西的郵局自1917年營運至今。

## 地理
布里克西所處的海拔為高於海平面302米（即991英呎），而該地所採用的時區為UTC-6，即北美中部時區（CST）。同時該地設有夏令時間，為UTC-6調快一小時，即UTC-5（CDT）。